# Bredsäters landskommun
Bredsäters landskommun var en tidigare kommun i dåvarande Skaraborgs län.

## Administrativ historik
Kommunen inrättades i Bredsäters socken i Kinne härad i Västergötland när 1862 års kommunalförordningar trädde i kraft. 
Vid Kommunreformen 1952 uppgick kommunen i Lugnås landskommun som 1971 uppgick i Mariestads kommun.